# Lynn N. Rivers

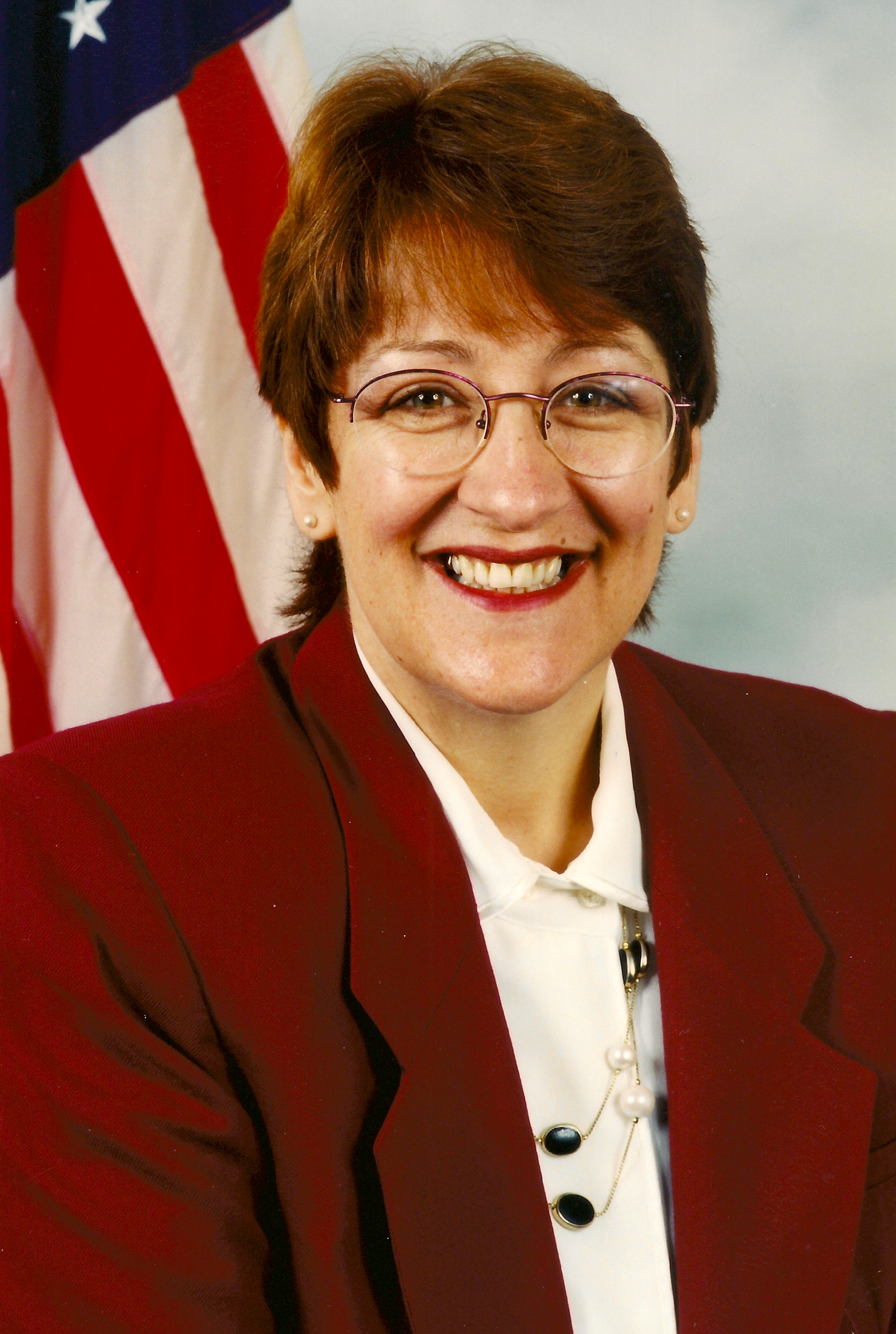
Lynn N. Rivers

Lynn Nancy Rivers (* 19. Dezember 1956 in Au Gres, Michigan) ist eine US-amerikanische Politikerin. Zwischen 1995 und 2003 vertrat sie den Bundesstaat Michigan im US-Repräsentantenhaus.

## Werdegang
Lynn Rivers besuchte bis 1975 die High School ihrer Heimatgemeinde. Später studierte sie bis 1987 an der University of Michigan in Ann Arbor. Danach folgte ein Jurastudium an der Wayne State University in Detroit. Rivers begann als Mitglied der Demokratischen Partei eine politische Laufbahn. Von 1984 bis 1992 gehörte sie dem Bildungsausschuss der Stadt Ann Arbor an. In den Jahren 1993 und 1994 war sie Abgeordnete im Repräsentantenhaus von Michigan.
Bei den Kongresswahlen des Jahres 1994 wurde sie im 13. Wahlbezirk von Michigan in das US-Repräsentantenhaus in Washington, D.C. gewählt, wo sie am 3. Januar 1995 die Nachfolge von William D. Ford antrat. Nach drei Wiederwahlen konnte sie bis zum 3. Januar 2003 vier Legislaturperioden im Kongress absolvieren. Für Aufsehen hatte Rivers in ihrem ersten Kongresswahlkampf gesorgt, als sie öffentlich darüber sprach, seit 20 Jahren an einer bipolaren Störung zu leiden, die Erkrankung aber durch Einnahme von Medikamenten unter Kontrolle zu haben. Während die Republikaner in diesem Jahr zahlreiche Mandate im Rest des Landes hinzugewinnen konnten, schadete die Bekanntgabe Rivers nicht: Sie setzte sich mit 52 Prozent der Stimmen gegen ihren Konkurrenten John A. Schall durch.
Im Jahr 2002 gab es eine Neueinteilung der Wahlbezirke in Michigan. Dabei verlor sie in den Vorwahlen ihrer Partei im 15. Distrikt gegen John Dingell und wurde daher nicht mehr zur Wiederwahl nominiert. Heute lehrt sie politische Wissenschaften an der University of Michigan sowie am Washtenaw Community College in Ann Arbor. Im Vorfeld der Wahlen des Jahres 2010 wurde sie als demokratische Herausforderin für den Republikaner Thaddeus McCotter gehandelt, verzichtete aber letztlich auf eine Kandidatur.